# ビザンツ帝国内乱 (1341年-1347年)
1341年から1347年にかけて起こったビザンツ帝国内乱（ビザンツていこくないらん）は、ビザンツ皇帝アンドロニコス3世パレオロゴスの死後にその9歳の息子で後継者であったヨハネス5世パレオロゴスの後見人をめぐって起こった内乱である。
この内乱は皇太后のアンナ・ディ・サヴォイア、コンスタンティノープル総主教のヨハネス14世カレカス、そしてメガス・ドゥクス（海軍総司令官）のアレクシオス・アポカウコスの3人が率いる摂政政府とアンドロニコス3世の重臣であったヨハネス・カンタクゼノスの間で争われた。また、内乱はビザンツ帝国内にすでに存在していた社会階級間の争いとしての性格も有し、農村に基盤を持つ大土地所有貴族がカンタクゼノスを支持する一方で、都市部の中産階級は摂政政府を支持した。
カンタクゼノスはアンドロニコス3世の死後の1341年6月に幼少のヨハネス5世の摂政となった。しかし、カンタクゼノスがコンスタンティノープルを不在にしていた同年9月に皇太后アンナの支持を得たアポカウコスと総主教のカレカスがクーデターを起こし、新しい摂政政府を樹立した。これに対してカンタクゼノスの軍隊と支持者は10月にカンタクゼノスを皇帝であると宣言し、両者の対立は武力衝突へ発展した。
内乱の最初の数年間は摂政政府側の優勢で推移した。トラキアとマケドニアの大部分の都市は摂政政府の支配下に入り、帝国第二の都市であるテッサロニキでは熱心党と呼ばれる反貴族派の民衆が蜂起して事実上の自治権を獲得した。一方のカンタクゼノスはセルビア王のステファン・ドゥシャンとアイドゥン侯国のウムル・ベイの支援を得て形勢を逆転させることに成功した。その後、ステファン・ドゥシャンは摂政政府側へ寝返り、1345年にはウムルも支援から撤退したものの、カンタクゼノスはオスマン帝国を統治するオルハンの支援によって優勢を維持した。1345年6月には摂政政府を主導していたアポカウコスが殺害される事件が起き、歳入も減少したために摂政政府は大きな打撃を受けた。カンタクゼノスは1347年2月3日にコンスタンティノープルへ入城し、カンタクゼノスが10年間正帝として統治を続け、その後はカンタクゼノスとヨハネス5世が対等な立場で統治するという合意が成立したことで内乱は終結した。
ビザンツ帝国はアンドロニコス3世の治世に安定を取り戻しつつあったものの、長期に及んだ戦乱と他国の介入によって大きく領土を失い、国土は荒廃した。内乱に介入したステファン・ドゥシャンはアルバニアとマケドニアの大部分を征服し、セルビア帝国を樹立した。一方でブルガリア帝国はエヴロス川以北のトラキアの領土を獲得し、新興のオスマン帝国も同盟関係を通じてビザンツ帝国への影響力を拡大させた。さらに黒死病の到来とその後も続いた度重なる内紛によって帝国の再建は困難となり、1世紀後のオスマン帝国による征服へつながることになった。ビザンツ学者のエヴァ・デ・フリース＝ファン・デル・フェルデンは、この内乱を「ビザンツ帝国の「衰退」と「崩壊」を分ける破断点」であったと述べている。

## 背景

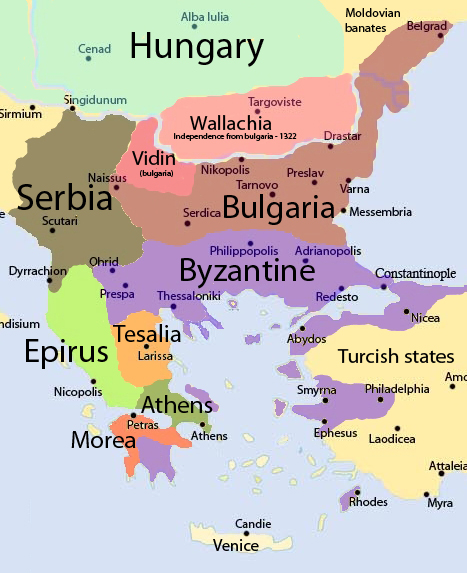
アンドロニコス2世パレオロゴス治世下の1307年時点におけるビザンツ帝国（紫）とその周辺地域の勢力図

ビザンツ帝国は皇帝ミカエル8世パレオロゴス（在位：1259年 - 1282年）の下で1261年にコンスタンティノープルを奪回し、かつての勢力をある程度回復することに成功した。しかしながら、ミカエル8世の治世に実施された政策によって国家の資源は枯渇し、後継者のアンドロニコス2世パレオロゴス（在位：1282年 - 1328年）の下で帝国の力は衰えを見せ始めた。アンドロニコス2世の長い治世の間に小アジア（アナトリア）に残されていたビザンツ帝国の領土はトルコ人勢力、中でも新たに勃興したオスマン帝国の侵攻によって徐々に失われていった。このためビザンツ帝国のヨーロッパ側の諸地域に避難民が殺到し、一方では同じ頃にカタルーニャ傭兵団が帝国領を大規模に荒らし回っていた。さらには対立勢力への貢納金の支払いのために各種の税の負担が著しく増大した。このような数々の失敗と個人的な野心が重なり、ついにはアンドロニコス2世の孫で共同皇帝に指名されていたアンドロニコス3世パレオロゴス（在位：1328年 - 1341年）が反乱を起こした。アンドロニコス3世はヨハネス・カンタクゼノス（後の皇帝ヨハネス6世カンタクゼノス、在位：1347年 - 1354年）とシュルギアネス・パレオロゴスに率いられた若い貴族たちの一団の支援を得て1320年代に続いた一連の紛争の末に祖父を退位させた。年老いた皇帝を権力の座から排除することに成功したにもかかわらず、帝国の隣人であるセルビア人、ブルガリア人、トルコ人、ジェノヴァ人、そしてヴェネツィア人が帝国の内紛に乗じて領土を獲得するか帝国内における影響力を拡大したため、この戦争は帝国の将来にとって良い兆候とはならなかった。
ビザンツ帝国が支配するモレアのかつての総督（エピトロポスと呼ばれる）の一人息子であったヨハネス・カンタクゼノス（以下では単にカンタクゼノスと記す）は、母親を通じてパレオロゴス家の血を引いていた。そしてマケドニア、トラキア、およびテッサリアの広大な領地を相続し、幼なじみでもあったアンドロニコス3世の最も親密かつ信頼できる助言者となった。カンタクゼノスはアンドロニコス3世の治世にビザンツ帝国軍の総司令官であるメガス・ドメスティコスを務め、首席大臣としての役割を担った。2人の関係は緊密であり続け、1330年に当時後継者がいなかったアンドロニコス3世（息子で後に皇帝となるヨハネス5世パレオロゴスは1332年生まれ）が病に伏せると、アンドロニコス3世はカンタクゼノスに対し自分の死後に皇帝か摂政の地位を宣言するように強く求めた。1341年の春にカンタクゼノスの長男のマタイオスが皇帝のはとこにあたるヘレネ・パレオロギナと結婚したことで両者の関係はより強固なものになった。

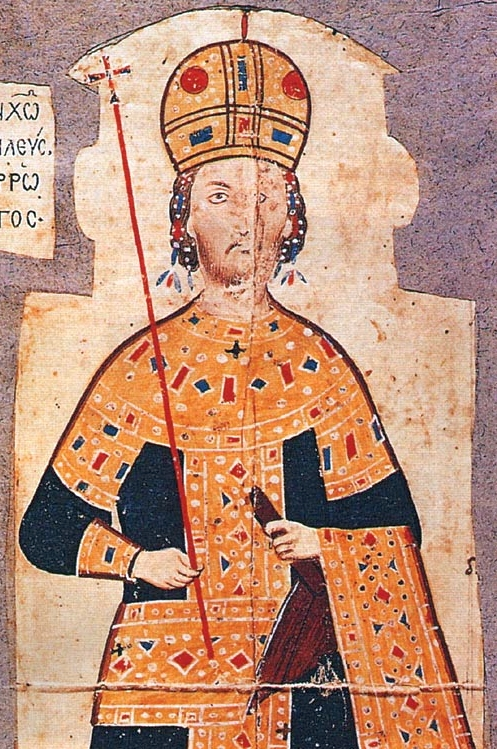
ビザンツ帝国で最後となる復興期を統治したアンドロニコス3世パレオロゴス

ビザンツ帝国の陸軍と海軍を弱体化させ、修道士や文化人を寵愛したアンドロニコス2世とは異なり、アンドロニコス3世は軍事行動においても自ら軍を率いる精力的な統治者であった。1329年のオスマン帝国に対するアンドロニコス3世の最初の軍事行動はペレカノンの戦いで壊滅的な敗北を喫するという結果に終わり、戦いの後にビテュニアにおけるビザンツ帝国の拠点は急速に失われた。それでもなお、その後のバルカン半島内における軍事作戦はアンドロニコス3世の不安定な領土を強化させることにつながった。第4回十字軍の到来後に帝国から分離していたテッサリアとエピロスの公国は、それぞれ1328年と1337年にほとんど流血を伴うことなく帝国の支配下に戻った。また、アンドロニコス3世は小規模な艦隊を再建した。この艦隊は経済的に繁栄していた戦略上の要衝であるヒオス島を1329年にジェノヴァのザッカリア家から取り戻し、同様にジェノヴァ領であった小アジア本土のフォカイアを統治するアンドレオーロ・カッターネオに対し忠義を受け入れさせるのに役立った。しかしながら、アンドレオーロの息子のドメニコはジェノヴァの支援を得て1335年にレスボス島を占領した。皇帝は艦隊を率いてレスボス島とフォカイアを奪回し、さらにトルコのサルハン侯国とアイドゥン侯国のベイ（首長）に支援を要請した。サルハン侯国は軍隊と物資を送ったが、アイドゥン侯国を統治するウムル・ベイは自ら皇帝に会いに来た。この来訪中にカンタクゼノスとウムルは同盟関係を築き、長期にわたる親交を結ぶことになった。
1331年から1334年にかけて続いたセルビア王国との戦争は、マケドニアのいくつかの都市が反乱を起こしたシュルギアネス・パレオロゴスに率いられたセルビア人によって占領されたため、アンドロニコス3世にとって成功と呼べるものではなかった。しかし、セルビア王ステファン・ドゥシャン（在位：1331年 - 1355年）がシュルギアネスの暗殺とハンガリーによる侵略への恐れから交渉による解決を迫られたことで、セルビアは獲得した都市の一部を手放した。その後、アンドロニコス3世とステファン・ドゥシャンの間で結ばれた講和条約は将来におけるビザンツ帝国とセルビアの関係にとって重要なものとなった。この時ビザンツ帝国はアンドロニコス2世の治世中にセルビア人がバルカン半島中央部で帝国の犠牲の上に築いていた大きな利益を初めて認めた。ステファン・ドゥシャンはこの条約が結ばれたのちに自身の拠点と支配地の重心を南方のプリレプに移した。
小アジアの領土の喪失は不可逆的なものであったにもかかわらず、テッサリアとエピロスでの成功はビザンツ帝国によるバルカン半島南部のギリシア語圏の統合につながった。アンドロニコス3世とカンタクゼノスはギリシア南部のラテン人諸侯から支配を取り戻すために将来的な軍事行動を計画したが、この計画は長期的に非常に重要な事業であった。歴史家のドナルド・ニコルは、「もしギリシア全域を含んだ半島をビザンツ帝国の政府の下に統合することができたならば、帝国は再び均質な組織となり、セルビア人やイタリア人、さらにはその他の敵にも対抗することができたであろう。帝国は小規模になったかもしれないが、マタパン岬からテッサロニキ、そしてコンスタンティノープルへ至るコンパクトで管理が容易な経済と行政の単位を形作っただろう。」と述べている。

## カンタクゼノスによる執政期 (1341年6月-9月)
アンドロニコス3世は短い間病に伏せたのち、1341年6月14日から15日にかけての夜の間に、恐らく慢性マラリアによって45歳という比較的若い年齢で死去した。9歳の息子のヨハネス（以後はヨハネス5世と記す）が明らかな後継者であったものの、ヨハネス5世はまだ共同皇帝として正式に宣言されていなかったか、あるいは戴冠していなかった。このため法的な空白が生じ、誰が帝国の政治を主導するのかという問題が持ち上がった。

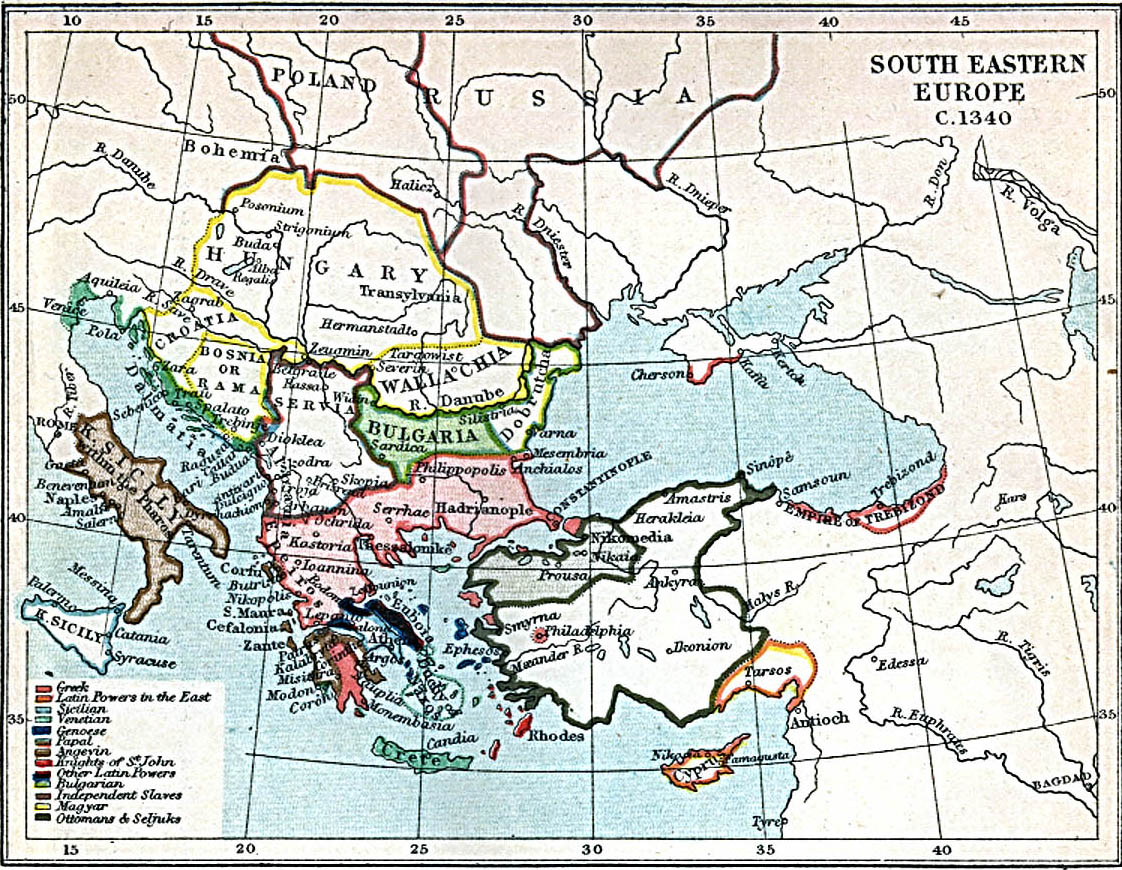
1340年時点のビザンツ帝国（赤）とその周辺諸国の勢力図

ビザンツ帝国の慣習では、自動的に皇太后が摂政政府を率いることになっていた。それにもかかわらず、カンタクゼノスはあらゆる正式な任命を欠きながらもアンドロニコス3世の息子たちと皇太后のアンナ・ディ・サヴォイアを宮殿の武装衛兵の監視下に置き、帝国の元老院の会議において死去した皇帝と緊密な関係にあったという理由から自ら摂政となり国家を統治すると主張した。さらにヨハネス5世と自分の娘であるヘレネ・カンタクゼネを直ちに結婚させるように要求した。この結婚の要求に対してコンスタンティノープル総主教のヨハネス14世カレカスは異議を唱え、皇帝（アンドロニコス3世）が死亡した場合、自分（カレカス）に皇室の保護を委ねるとする1334年に作成されたアンドロニコス3世の文書を示した。結局、6月20日に起こった首都の軍隊による示威行動の末に初めてカンタクゼノスは摂政となる承認を確保し、政府を掌握するとともにメガス・ドメスティコスとして軍の統制権も維持した。
しかしながら、帝国の統治に関する発言力を維持しようとする強引な総主教、カンタクゼノスが自分の息子を排除するのではないかと恐れる皇太后、そして野心的なメガス・ドゥクス（海軍総司令官）であり、官僚機構の頂点に立つアレクシオス・アポカウコスの3人の周りにカンタクゼノスの反対派が集まり始めた。この3人のうち、アポカウコスはアンドロニコス3世の後見を受けて高官に出世した「新人」であり、1341年までには恐らく帝国で最も裕福な人物となっていたが、その一方で世襲貴族からは不信感を抱かれていた。カンタクゼノスが著した回想録と当時を代表する知識人の1人であるニケフォロス・グレゴラスが著した歴史書はこの時代のもので唯一伝わっている物語形式の記録であるが、これらの記録は貴族側の視点に偏っており、アポカウコスについて非常に否定的な描写をしている。カンタクゼノスによれば、アポカウコスが総主教の陣営に固執したのは個人的な野心によるものである。アポカウコスはカンタクゼノスに対して帝位を宣言するように説得することでさらなる出世を目論んだが、カンタクゼノスがこれを拒否したために密かに忠義の対象を総主教に切り替えていた。
ドナルド・ニコルは、カンタクゼノスがコンスタンティノープルに留まっていたならばその権力は安泰であったかもしれないと述べている。しかしながら、メガス・ドメスティコスや摂政としての立場から、カンタクゼノスはアンドロニコス3世の死を利用しようとする帝国のさまざまな外敵に対処しなければならない義務を負っていた。ステファン・ドゥシャンはマケドニアに侵攻し、サルハン侯国のベイはトラキアの海岸を荒らし回り、ブルガリア帝国の皇帝イヴァン・アレクサンダル（在位：1331年 - 1371年）は戦争を仕掛けると脅していた。カンタクゼノスは7月に軍を率いてコンスタンティノープルを離れ、政府の統制をまだ自分に忠実であると信じていたアポカウコスに委ねた。この軍事行動は成功裏に進み、カンタクゼノスはステファン・ドゥシャンを説得して撤退させ、トルコ人の襲撃者を撃退した。さらにアイドゥン侯国の艦隊に脅かされていたイヴァン・アレクサンダルはビザンツ帝国との平和条約を更新した。そしてこれらの成功の最後を飾ることになった出来事は、モレアのアカイア公国からカンタクゼノスに面会に来たラテン人貴族の使節団が自分たちの財産と権利を保証することと引き換えに国を明け渡す用意があると申し出て来たことである。カンタクゼノス自身が回想録の中で認めているように、もしこの取引が成功すればカタルーニャ人が支配するアテネ公国も後に続くことは確実であり、ビザンツ帝国によるギリシア支配が確固なものになることから、これは絶好の機会であった。
しかしながら、この時カンタクゼノスはアポカウコスがクーデターを企てヨハネス5世の拉致を試みたという重大な知らせをコンスタンティノープルから受け取った。8月下旬に起きたこのクーデターは結果的に失敗に終わり、アポカウコスはエピバタイに建てていた要塞化された自分の屋敷に逃げ込んだものの、軍隊がその場を封鎖した。カンタクゼノスは9月初旬にコンスタンティノープルに戻り、数週間滞在して皇太后と対応を協議した。そしてモレアへの遠征を準備するためにトラキアへ引き返す途中でエピバタイを訪れ、アポカウコスを赦免して元の地位に復帰させた
。

## 内乱の勃発 (1341年秋)
しかし、このカンタクゼノスの2度目の出征は本人にとって重大な失策となった。コンスタンティノープルではカンタクゼノスの不在を突いてその敵対者たちが行動を起こした。アポカウコスは婚姻を通じて同盟関係を結んでいたメガス・ドロンガリオス（爵位の一つ）のヨハネス・ガバラスもしくはゲオルギオス・コムノスを含む高位の貴族の一団を自分の周囲に集めた。そして総主教のカレカスがアポカウコス一派と皇太后アンナの権力を背景にカンタクゼノスの官職を剥奪し、公敵であると宣言した。総主教自身は摂政であると宣言され、アポカウコスは首都長官に任命された。カンタクゼノスの親族や支持者たちは投獄されるかコンスタンティノープルからの逃亡を強いられ、その資産は没収された。カンタクゼノスの妻と子供たちはデモティカ（現代のディデュモテイコン）のカンタクゼノスの陣内にいたために無事であったが、母親のテオドラは新しい摂政政府によって軟禁下に置かれ、その軟禁中に被った窮状によって最終的に死亡した。

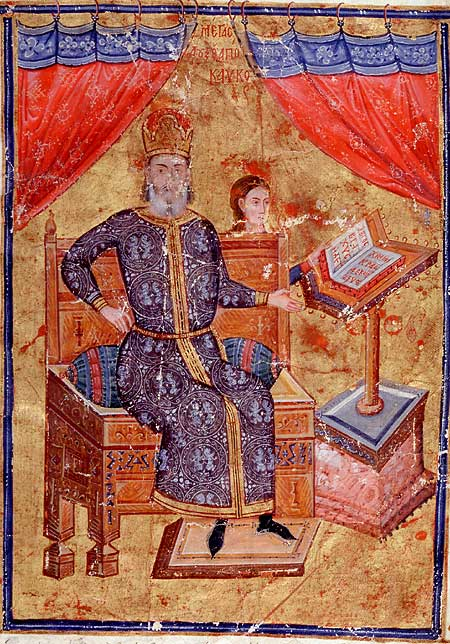
反カンタクゼノス派の指導者の1人であるアレクシオス・アポカウコスの肖像画

カンタクゼノス自身の説明によれば、コンスタンティノープルから逃れてきた自分の支持者の最初の一団がデモティカに到着した際に新しい摂政政府との交渉を試みたものの、交渉の提案は拒絶された。そしてついには断固とした行動をとらざるを得なくなり、1341年10月26日に自身の軍団（グレゴラスによれば騎兵2,000人と歩兵4,000人）と大土地所有貴族を中心とする支持者がカンタクゼノスを皇帝であると宣言した。カンタクゼノスはそれでも公的にはヨハネス5世より下位の立場であり、ヨハネス5世の代理として行動しているに過ぎないと主張したが、帝位請求の権利を主張したことから、実質的にカンタクゼノスが内乱を起こす立場となった。カンタクゼノスはまだ交渉によって事態を解決する希望を抱いていたものの、自分の使者はすべて投獄され、カンタクゼノスとその支持者は総主教によって破門された。そして摂政政府側はカンタクゼノスの帝位の宣言に対して1341年11月19日にヨハネス5世を正式に戴冠させることで対抗した。
カンタクゼノスの宣言に対するさまざまな反応はビザンツ社会に亀裂を引き起こすことになった。農村地帯を支配している裕福で影響力のある土地を所有する貴族（伝統的にデュナトイと呼ばれる）は素早くカンタクゼノスの支持に回り、一方でしばしば悲惨な環境と過酷な徴税に苦しんでいた民衆は皇太后と総主教を支持した。アポカウコスはカンタクゼノスとその支持者の屋敷や私有地から没収した莫大な富を広く喧伝し、この社会の分裂を利用して極めて素早く貴族に対する民衆の嫌悪感を煽った。ドナルド・ニコルの言葉を借りるならば、「民衆が立ち上がったのはカンタクゼノス本人とカンタクゼノスが大富豪や大土地所有貴族として象徴している全てのものに対してであった。「カンタクゼニズム」はこれらの民衆の戦意高揚や不満を表すスローガンとなった」。
このような状況の結果として、内乱における戦線は都市に基盤を持つ派閥と農村に基盤を持つ派閥の間で引かれることになった。都市は中産階級の文民官僚と商人層が多数派を占め、より商業重視の経済とイタリアの海洋共和国との密接な関係を好んでいた。一方で農村は保守的な大土地所有貴族の支配下に置かれていた。これらの貴族は領地から富を得ており、伝統的に商業活動や企業家的な活動を自らの地位にふさわしくないものとして敬遠していた。その一方でより低い社会階層の人々は、都市では中産階級、農村では地主階級といったように、それぞれの地において有力な派閥を支持する傾向にあった。
このような社会性向の二極化はビザンツ帝国においては真新しいものではなかった。大土地所有貴族と都市を基盤とする中産階級の間で政治的、経済的、および社会的領域における競争が起きていたことは11世紀以降明らかであったが、1341年に勃発した紛争の規模は前例のないものであった。同様の階級対立はビザンツ帝国から分離したトレビゾンド帝国でも起こり、1340年から1349年にかけて親帝国、親コンスタンティノープルの都市部の派閥が地方の大土地所有貴族と対立した。また、貴族たちの保守的で反西欧的な傾向や、正教会や反カトリックの修道院との強固な結びつきは、当時神学者のグレゴリオス・パラマスが提唱していた神秘主義思想であるヘシカズム（静寂主義）の運動に対する貴族たちの支持の高まりも説明しているが、このような運動は都市部ではほとんどの場合において反発を受けた。総主教のカレカスは公然と反ヘシカズムの立場を取り、首都でヘシカズムを禁止するとともにグレゴリオス・パラマスを投獄したが、一方でカンタクゼノスはヘシカズムの支持者と緊密な関係を保っていた。現代の研究者の間ではいくつかの重要な批判があり、議論の余地のある問題が残されているものの、現代において一般に受け入れられている考えでは（そして伝統的な歴史学においても）、「パラミズム」の支持者と「カンタクゼニズム」の支持者は通常同一視されている。そしてカンタクゼノスの最終的な勝利（後述）は、1351年にコンスタンティノープルのシノド（教会会議）で支持されたヘシカズムの勝利も意味した。ヘシカズムはカトリックからは異端として拒絶されたが、正教会ではその教義を特徴付けるものとなった。
この社会的分裂はアドリアノープルにおいて最初に顕在化し、10月27日に市民が都市の貴族を追放して摂政政府のために貴族が占めていた場所を占領した。同様の出来事はその後の数週間にわたってトラキアとマケドニアのあらゆる都市で繰り返され、民衆は摂政政府への支持と「カンタクゼニズム」として侮蔑する軍隊への反抗を宣言した。このような敵意に満ちた雰囲気の中で、カンタクゼノスの兵士の多くはカンタクゼノスを見捨ててコンスタンティノープルへ戻っていった。一方でデモティカだけは民衆の蜂起が鎮圧され、この町は内乱の期間を通してトラキアにおけるカンタクゼノスの主要な拠点であり続けた。

## カンタクゼノスのセルビア王への支援要請 (1342年)
続く冬の期間は大雪のために軍事行動が不可能となり、カンタクゼノスは代わりにアトス山の修道士の使者を含む使節団をコンスタンティノープルへ派遣した。しかしながら、この使節団も総主教から受け入れを拒否された。また、この頃までにはビザンツ帝国のほぼすべての地方とその総督が摂政政府への支持を表明していた。一方でカンタクゼノスの古くからの友人であり帝国第二の都市であるテッサロニキの総督のテオドロス・シュナデノスのみがカンタクゼノスを支持する意思を示していた。シュナデノスはカンタクゼノスへの忠誠を市民には隠し続け、現地の貴族と結託してテッサロニキを明け渡すつもりでいた。さらに、ストルミツァとストリュモン川流域を事実上独立して支配していたセルビア人の有力者であるフレリャもカンタクゼノス支持に傾きつつあった。その結果、気候が回復するとすぐにカンタクゼノスは妻のヘレネ・アサニーナ、義理の兄弟のマヌエル・アセン、そして娘たちをデモティカに残し、1342年3月2日に軍隊とともにテッサロニキに向けて西へ進軍を開始した。
カンタクゼノスはその道中で初めにペリテオリオンを攻撃したが撃退され、そのまま西へ進軍を続けた。そしてメルニクの要塞を占領することに成功し、そこでフレリャと面会して同盟関係を築いた。両者の軍隊はテッサロニキに向けて進軍したが、到着が遅すぎたために都市の支配権を獲得するには至らなかった。カンタクゼノスはテッサロニキに近づくと反貴族の急進的な民衆の党派である熱心党が起こした蜂起から逃れてきたシュナデノスやその他の貴族たちと出会った。その後すぐにアポカウコスに率いられた70隻の艦隊がテッサロニキに到着し、都市の軍備を強化した。テッサロニキに留まっていたシュナデノスの一族は摂政政府側へ逃れた。アレクシオス・アポカウコスの息子のヨハネス・アポカウコスがテッサロニキの総督に任命されたものの、実質的な権力は熱心党が握っており、熱心党はその後7年間にわたりビザンツ帝国の歴史上他に類を見ない自治政権を築いた。

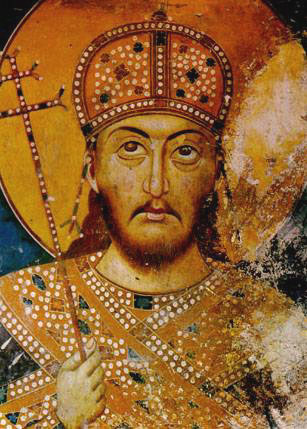
セルビア王ステファン・ドゥシャンの肖像。ステファン・ドゥシャンはビザンツ帝国の内乱を利用して領土を大幅に拡大し、中世セルビア国家の最盛期を築いた。

これらの出来事と同じ頃に摂政政府の軍隊がトラキアへ進軍し、民衆の反乱によって摂政政府側についていた都市を正式に接収した。テッサロニキを封鎖されたうえにトラキアからの補給線も断たれ、さらには兵士の脱走によってカンタクゼノスの軍隊は2,000人にまで減少した。しかもそのうち半数はフレリャの部隊に属していた。このためカンタクゼノスは北方のセルビアへ撤退せざるを得なくなり、そこでステファン・ドゥシャンに支援を求めようとした。それから間もなくフレリャもメルニクの支配権を手に入れたいと望んだためにカンタクゼノスを見捨てて摂政政府側に付いた。
カンタクゼノスは1342年7月にプリシュティナの近郊でステファン・ドゥシャンと面会した。当初セルビアの支配者は同盟を結ぶことに消極的な態度を見せたが、有力者のヨヴァン・オリヴェルを中心とする貴族たちから圧力を受けたことで、南方へ勢力を拡大する絶好の機会を逃すわけにはいかなくなった。セルビア人の援助を切実に必要としていたカンタクゼノスは、後に本人が正反対のことを述べているにもかかわらず、実際にはセルビア人が獲得したすべての町をセルビア側がそのまま保持することに同意していたとみられている。グレゴラスによれば、セルビア人はテッサロニキとその周辺地域を除くクリストポリス（現代のカヴァラ）以西のマケドニア全土を要求した。カンタクゼノスがセルビア側から確保した唯一の譲歩は直接カンタクゼノスへ降伏した町を例外とすることだった。この同盟関係を結ぶためにカンタクゼノスの年少の息子であるマヌエルとヨヴァン・オリヴェルの娘が結婚することになったが、後にステファン・ドゥシャンが同盟を破棄したために（後述）この結婚は実現しなかった。フレリャもまたカンタクゼノスの守備隊がメルニクを明け渡すことを条件にこの同盟に加わった。しかしながら、同年末にフレリャが死去するとメルニクはステファン・ドゥシャンに占領された。
カンタクゼノスは1342年の夏の終わりに何人かのセルビア人の有力者とともにギリシア人とセルビア人の軍隊を率いてマケドニアへ進軍し、依然として妻が抵抗を続けているデモティカへの道を切り開こうとした。しかし、セレスのほぼ直前で町が明け渡しを拒否したことで進軍を阻止され、その後の包囲戦も疫病のために兵士の大半が死亡し、セレスへの包囲を放棄してわずか500人の残軍とともにセルビアへ撤退せざるを得なくなった。一方でステファン・ドゥシャンは同時期に進んでいた軍事作戦でヴォデナ（現代のエデッサ）を攻略し、より大きな成功を収めた。セルビア軍はその後すぐにフロリナとカストリアの占領にも成功したことで西マケドニアへの支配を拡大させた。同様にセルビア人はアルバニアへも勢力を拡大し、1343年の夏までにアンジュー家が支配するデュラキオン（現代のドゥラス）を除くアルバニア全土を支配下に置いたとみられている。このような状況に至った結果、カンタクゼノスの支持者の士気は著しく低下した。コンスタンティノープルでは落胆したカンタクゼノスが修道士となってアトス山へ引退するという噂が流れた。さらに市内では暴動が発生し、何人かの富豪が殺害され、民衆がこれらの富豪の家を略奪した。
皇太后のアンナは秋の終わりに2度にわたって使節をステファン・ドゥシャンへ派遣し、カンタクゼノスへ降伏を促すように働きかけたが、セルビアの支配者はカンタクゼノスとの同盟からさらなる利益を引き出そうとしたためにこれを拒否した。一方ではテッサリアの複数の貴族がカンタクゼノスへ使者を派遣し、カンタクゼノスの支配権を受け入れると申し出たことで、カンタクゼノスの運勢は上向き始めた。カンタクゼノスは親族のヨハネス・アンゲロスをテッサリアの総督に任命した。アンゲロスは実際には半独立的な支配者であったが、忠義に厚い有能な人物であり、1340年以降アンドロニコス3世の名の下で自身が統治していたエピロスを素早くカンタクゼノスの陣営に引き入れただけでなく、テッサリアではアテネ公国のカタルーニャ人に犠牲を強いて利益も上げた。また、カンタクゼノスは再びセルビアからマケドニアへの侵入を試みたが、セレスを前にして失敗に終わった。一方でカンタクゼノスの妻のヘレネは摂政政府の軍隊によるデモティカの封鎖を排除するためにブルガリアに支援を求めた。これに対しイヴァン・アレクサンダルは軍隊を派遣したが、摂政政府軍と戦った一方でデモティカを救い出す努力はせず、代わりに農村地帯を略奪した。

## カンタクゼノスの再起 (1343年-1345年)

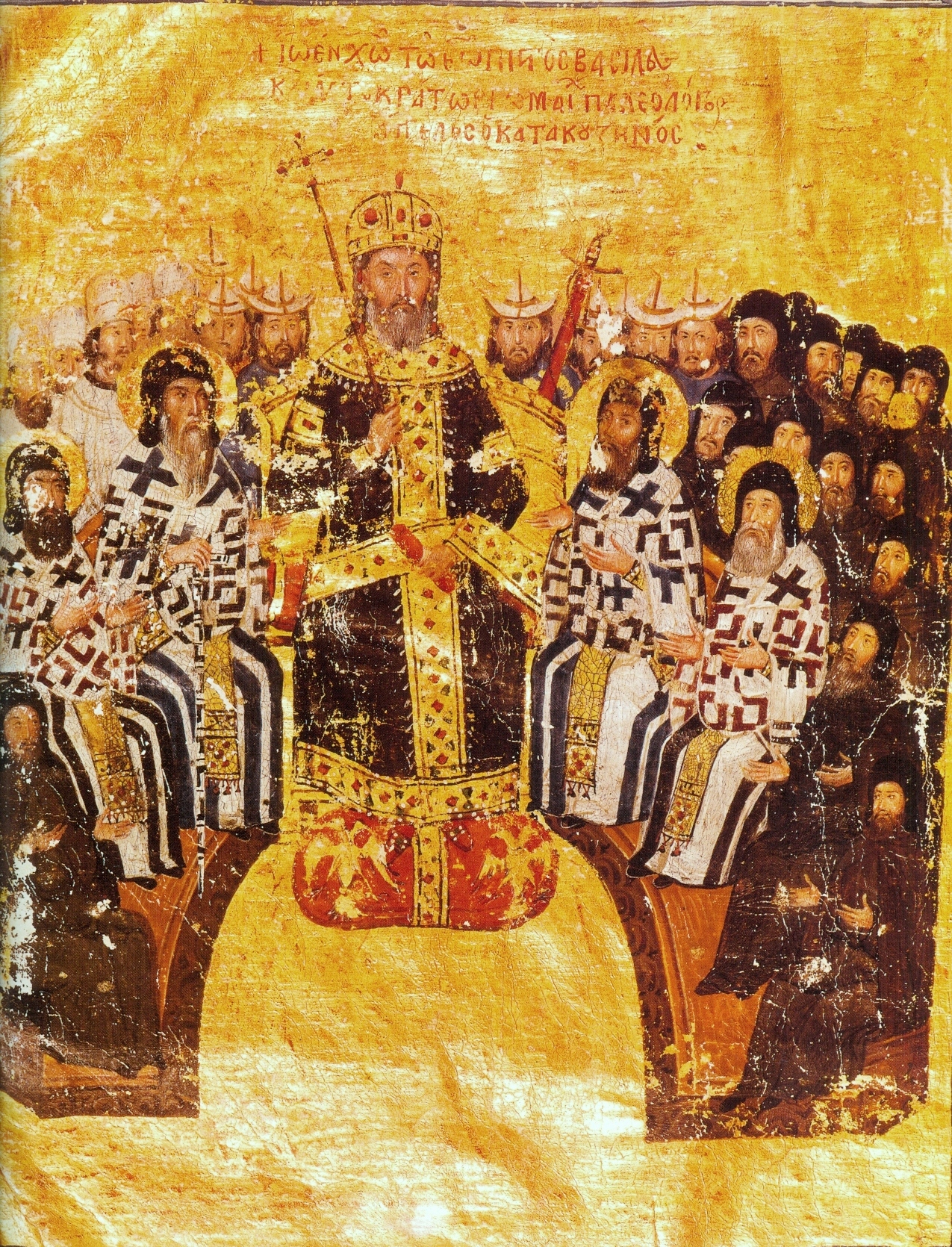
シノドを主宰する皇帝ヨハネス6世カンタクゼノス

この頃にカンタクゼノスの立場は以前からの同盟者であるウムル・ベイの軍事支援によって大幅に強化された。ウムルは1342年の末か1343年の初頭に29,000人（カンタクゼノスによる説明）もしくは15,000人（トルコ側の史料）の兵を率いて300隻の船団とともにエヴロス川を遡り、摂政政府軍による包囲とブルガリア人による破壊からデモティカを解放した。その後は数か月にわたりトラキアを略奪して回ったが、トルコ人にとって不慣れな冬の到来によって小アジアへの撤退を余儀なくされた。
今やカンタクゼノスは独立した権力基盤を確保し、セルビアの支配者の好意に頼らなくなりつつあったため、ステファン・ドゥシャンはこのような情勢の変化に不快感を抱いた。そして1343年4月にはセルビア軍に包囲されていたヴェロイアに対しカンタクゼノスがステファン・ドゥシャンではなく自分へ町を明け渡すように説得したことで、カンタクゼノスとステファン・ドゥシャンの間の亀裂は決定的なものになった。この出来事に続き、セルヴィアやプラタモンなどを含むこの地域の他のいくつかの砦もカンタクゼノスに降伏した。カンタクゼノスはこれらの動きによってセルビアの支配者からの自立を強めるとともに自らの立場を強化し、同時にステファン・ドゥシャンの拡張計画も阻止した。カンタクゼノスへの支援を継続しても得るものが少ないと考えたステファン・ドゥシャンは摂政政府との交渉を開始し、両者は1343年の夏に正式な同盟を結んだ。
一方でカンタクゼノスとその軍隊はテッサロニキの郊外に陣を敷き、城壁内の支持者の支援によって都市を占領する期待を抱いていた。しかし、熱心党を支援するためにアポカウコスがビザンツ帝国の艦隊を率いて都市に到着し、カンタクゼノスはテッサロニキとステファン・ドゥシャンの占領地の間にあるマケドニアの地で身動きが取れなくなった。それでもアイドゥン侯国のウムル・ベイが6,000人の兵士を乗せた艦隊を率いて再びカンタクゼノスの救援に駆けつけてきた。この結果、アポカウコスとその艦隊は数で勝るトルコ人の艦隊から逃れるべくすぐに退散したが、軍備を強化したテッサロニキはカンタクゼノスとウムルによる包囲に耐えることができた。カンタクゼノスはテッサロニキの占領には失敗したものの、トルコ人の同盟者の存在によってトラキアに目を向けられるようになった。1343年の末にカンタクゼノスは息子のマヌエルをヴェロイアと西マケドニアの総督として残し、デモティカに向けて進軍した。そして町から敵を駆逐してほぼ2年ぶりに妻と再会した。デモティカへ向かう途中でカンタクゼノスはトラキアのいくつかの砦を占領したが、ペリテオリオンに対する包囲攻撃は失敗に終わった。その後はコモティニを占領し、ロドピ地方の複数の砦の攻略にも成功した。
これ以降の数年間にトラキアの都市や砦は次々とカンタクゼノス派のものになったが、トルコ人を中心とする配下の部隊が農村地帯で略奪を繰り返したため、大きな犠牲も伴うことになった。このような戦況の変化は相手陣営においても見過ごされることはなく、1344年末に総主教とアポカウコスの双方と姻戚関係にあった将軍のヨハネス・ヴァタツェス、エルサレム総主教のラザロス、そしてアレクシオス・アポカウコスの息子でアドリアノープル総督のマヌエル・アポカウコスといった何人かの有力者がカンタクゼノス側へ離反した。カンタクゼノスは1345年1月にアドリアノープルを占領し、同年の夏にはトラキア全土を掌握した。
その一方で摂政政府とステファン・ドゥシャンの同盟はセルビアの支配者にのみ利益をもたらし、ステファン・ドゥシャンは略奪に加えてマケドニアとエピロスの全域を占領するための自由をも手にすることになった。これらの地域では摂政政府に忠実であったセレスとその周辺地域、熱心党が掌握するテッサロニキ、そしてマヌエル・カンタクゼノスの下で依然として持ちこたえていたヴェロイアだけが1345年が終わる時点でセルビアの支配の外に留まっていた。このような状況の変化は摂政政府の立場を困難なものにした。アポカウコスの巧みな財政管理にもかかわらず、長引く戦争による荒廃で国庫は空となり、皇太后のアンナは1343年8月の時点ですでに帝冠の宝石を30,000ドゥカートでヴェネツィアに質入れせざるを得ない事態となっていた。さらに、トラキアにおけるトルコ人の略奪行為はコンスタンティノープルの食糧不足を招いた。西欧からの援助に望みをかけたアンナはローマ教皇に支援を訴え、自分とヨハネス5世、アポカウコス、さらには総主教までもが教皇の権威に服すると約束した。そしてカンタクゼノスを支持し、反西欧の立場であったゲオルギオス・パラマスの支持者への迫害を始めた。

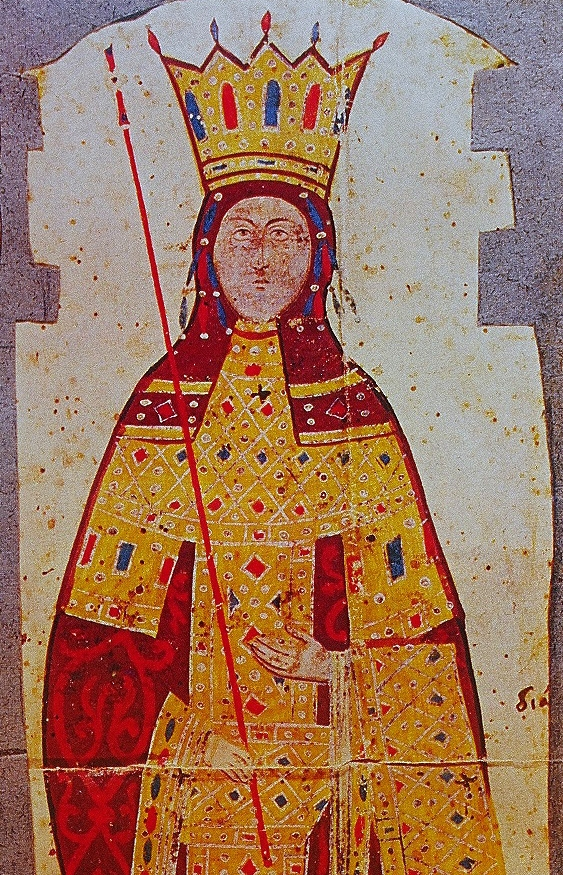
アンドロニコス3世の皇后アンナ・ディ・サヴォイア

摂政政府は1344年にブルガリアと同盟を結んだものの、フィリッポポリス（現代のプロヴディフ）とトラキア北部のエヴロス川沿いの9つの町を明け渡すように要求された。しかしながら、イヴァン・アレクサンダルはこれらの町を占領したにもかかわらず、トラキア南部と東部で活動するカンタクゼノスの軍隊に対して直接行動に出ようとはしなかった。一方でカンタクゼノスはロドピ山脈のメロピ地方一帯の統治をモムチルという以前は山賊であった人物に委ねていたが、モムチルは摂政政府がブルガリアと同盟を結んだ頃に摂政政府側へ寝返った。1344年の初頭にウムル・ベイが自国の主要な港であるスミュルナに対するラテン人の攻撃を撃退するために離脱したことで、カンタクゼノスはウムルとその軍隊の大部分を失った。ウムル配下のトルコ人の軍隊はその帰路で将軍のプレリュブに率いられたセルビア軍から攻撃を受けたが、ステファニアナの戦いでセルビア軍に勝利した。ウムルの離脱にもかかわらず、カンタクゼノスは翌年の春にウムルが20,000人の軍勢を率いて救援に来るまでステファン・ドゥシャンとアポカウコスの両者から受けた攻撃に耐えることができた。
合流したカンタクゼノスとウムルはブルガリアを襲撃した後にモムチルへ矛先を向けた。モムチルはセルビア人、ブルガリア人、およびビザンツ人の間に挟まれた事実上の無主の地であるロドピ地方の権力の空白を利用し、およそ5,000人の規模の軍隊に支えられた半独立的な君主の地位を確立していた。両軍は1345年7月7日にペリテオリオンの戦いで激突した。この戦いでモムチルの軍隊は壊滅し、モムチル自身も戦死を遂げた。そしてこの戦いから程なくしてステファン・ドゥシャンがセレスの前に到着し、町を包囲した。ステファン・ドゥシャンはカンタクゼノスによる撤退の要求を拒否し、衝突は避けられないと思われたが、コンスタンティノープルでアポカウコスが殺害されるという事件が起こったためにカンタクゼノスは首都の方に目を向けざるを得なくなった。

## 内乱末期 (1345年-1347年)
カンタクゼノスは和解を提案するために1345年初頭にフランシスコ会の修道士を摂政政府へ派遣したが、提案は拒否された。摂政政府側はこのように自信を装ったものの、その立場は依然として不安定なままであった。前年の冬に起きた有力者の離反によって首都における統制力が弱まっていたため、アポカウコスは一連の公権剥奪という手段に乗り出した。また、政治犯を収容するための新しい監獄の建設も命じた。しかし、1345年6月11日に護衛を連れずに監獄を視察していたアポカウコスは囚人たちによる襲撃を受けて殺害された。

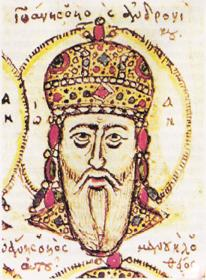
ビザンツ皇帝ヨハネス5世パレオロゴスの肖像。ヨハネス5世の治世は1341年から1391まで中断を挟みつつ半世紀に及んだが、その治世に繰り返された内紛によってビザンツ帝国は最終的な崩壊へ至ることになった。幼少期の後見人をめぐる争いに加え、1352年から1357年にかけてはカンタクゼノス家を権力から排除する戦いを続けた。そして治世の後半には息子のアンドロニコス4世によって1376年から1379年にかけて一時的に帝位を追われ、同様に1390年にも孫のヨハネス7世によって短期間帝位を追われた。

この知らせを聞いたカンタクゼノスはアポカウコスの死によって摂政政府が瓦解するであろうと予測した支持者たちに促され、コンスタンティノープルに向けて進軍した。カンタクゼノスは事態の進展に懐疑的であったが、実際に総主教と皇太后はすぐに事態を収拾した。その一方でカンタクゼノスには逆風となる出来事が続いた。名目的なテッサロニキの総督であったヨハネス・アポカウコスが熱心党の指導者を殺害してカンタクゼノスへの忠誠と都市を明け渡す計画を公然と表明したが、熱心党は再び蜂起してヨハネス・アポカウコスを始めとする市内のカンタクゼノスの支持者たちを殺害し、迅速にこれを阻止した。さらに前年にカンタクゼノス側へ離反していたヨハネス・ヴァタツェスが再び寝返った。そのヴァタツェスはトラキアの数個の都市に加えてカンタクゼノスの一部のトルコ人の同盟者とともに離脱しようとしたが、すぐに殺害された。そしてついにカンタクゼノスは最も重要な同盟者であるアイドゥン侯国のウムルによる支援を失い、ウムルはスミュルナで十字軍と対決するために軍隊とともに去って行った。カンタクゼノスはウムルに代わってサルハン侯国のベイと（そしてより重要なものとなった）ビテュニアで台頭していたオスマン帝国を統治するオルハンの両者と同盟を結んだ。
セレスは長期に及んだ包囲戦の末、1345年9月25日にセルビア軍によって陥落した。今や1341年以前のビザンツ帝国領のほぼ半分を手にしたステファン・ドゥシャンは、この成功に促されてビザンツ帝国の帝位を主張するようになった。その結果、1346年4月16日の復活祭の日にスコピエで「セルビア人とローマ人の皇帝」として戴冠し、セルビア帝国を成立させた。この出来事は1341年に歓呼をもって皇帝に迎えられただけであったカンタクゼノスを刺激し、カンタクゼノスは5月21日にアドリアノープルで開かれたエルサレム総主教ラザロスが主宰する式典で正式に戴冠した。続いてラザロスはシノドを開催し、コンスタンティノープル総主教のカレカスを破門した。カンタクゼノスとその新しい同盟者であるオルハンの結びつきは、その後間もなく行われたカンタクゼノスの娘のテオドラ・カンタクゼネとオルハンのセリュンブリアで行われた入念な儀式による結婚を通じてより強固なものとなった。
これらの出来事が起こっていた一方で、摂政政府側の状況は絶望的なものになっていた。皇太后のアンナは諸外国に支援を求めたが、オルハンとカレスィ侯国からは拒絶された。ドブルジャの支配者のバリクだけが自分の兄弟のテオドルとドブロティツァの率いる1,000人の精鋭部隊を派遣したものの、プロトストラトル（ビザンツ帝国の爵位の一つ）のゲオルギオス・ファクラセスに率いられたカンタクゼノス派の軍隊によって完全に打ち破られた。1346年の夏にはカンタクゼノスと同盟を結んでいたサルハン侯国が摂政政府側に寝返ってより大規模な6,000人の部隊を派遣したが、この部隊は戦うどころかトラキアを略奪して回り、その後は再び離反してカンタクゼノスの軍隊に加わった。摂政政府の歳入は不足が続き、ジェノヴァ人は再びビザンツ領のヒオス島とフォカイアを占領した。さらに1346年5月19日にはハギア・ソフィアの大聖堂の一部が崩落し、コンスタンティノープルの住民の目には恐ろしい出来事の前兆として映った。
1346年の夏にはカンタクゼノスの勝利は目前に迫っていた。カンタクゼノスは息子のマタイオスにトラキアの統治を任せ、コンスタンティノープルに近いセリュンブリアに向かった。しかしコンスタンティノープルを攻撃することはせず、ほぼ1年間降伏を待った。グレゴラスなどの同時代の人々は、決断力がなく戦争を不必要に長引かせたとしてカンタクゼノスを非難したが、カンタクゼノスは回想録の中で配下のトルコ人を首都に向かわせたくなかったと説明している。
時が経つにつれてコンスタンティノープルの窮状は深刻さを増していき、さらには皇太后が交渉の検討さえ拒んだため、首都におけるカンタクゼノス支持派の勢力は拡大した。また、2度にわたってカンタクゼノスを暗殺するための刺客が送り込まれたが、暗殺は失敗に終わった。そしてついに皇太后は総主教のカレカスと対立し、1347年2月2日に開かれたシノドで総主教は退位させられた。同じ日の夜にカンタクゼノスの支持者たちが使われなくなっていた黄金の門を開き、カンタクゼノスは1,000人の軍勢を率いて都市へ入城した。翌朝カンタクゼノスの部隊は抵抗を受けることなく皇居のブラケルナエ宮殿を包囲したが、なおも皇太后は待ち受けている運命を恐れて数日間降伏を拒み続けた。これに対しカンタクゼノスの兵士は痺れを切らし、宮殿の一部を襲撃した。最終的にヨハネス5世が母親の皇太后を説得して降伏を受け入れさせた。

## 和平調停とカンタクゼノスの統治

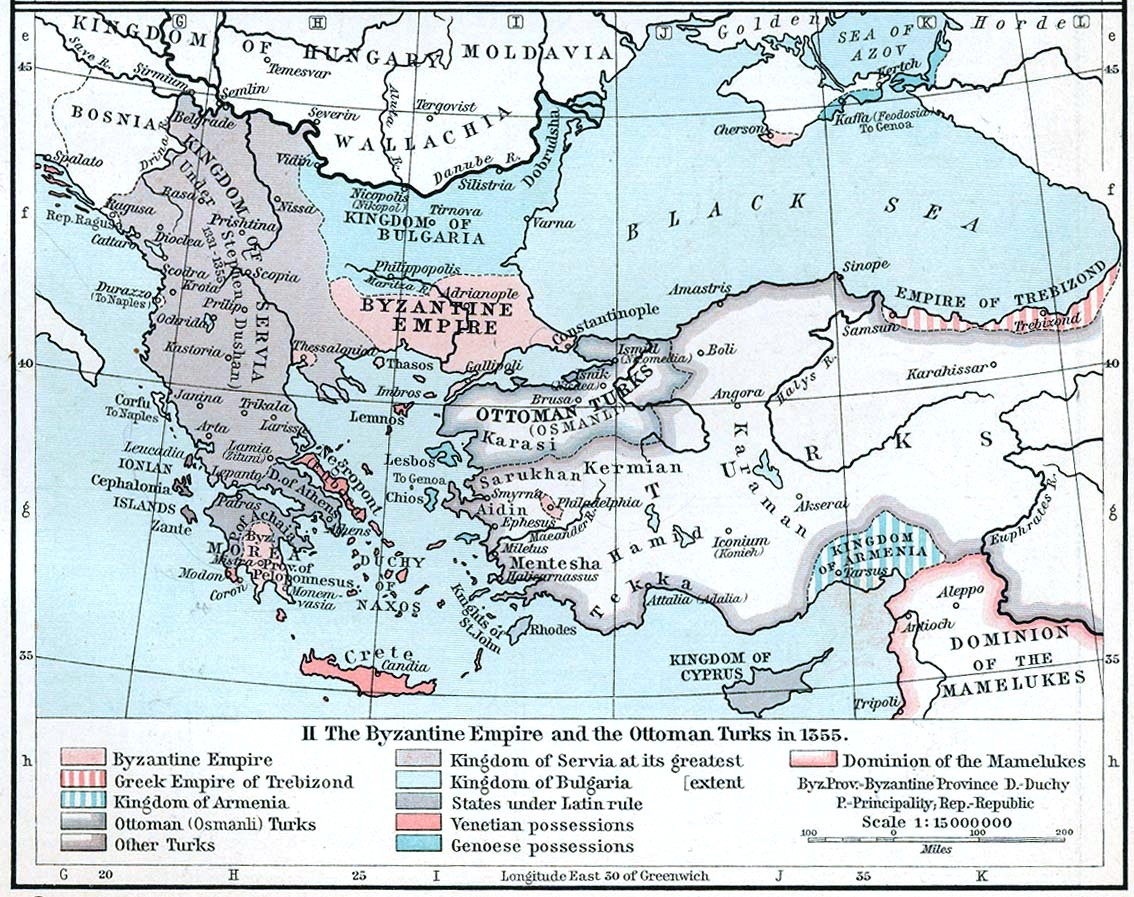
1355年時点のビザンツ帝国（ピンク）とその周辺地域の勢力図。ビザンツ帝国は内戦による混乱と近隣諸国の干渉によって大きく領土を失い、一方でセルビア（左側の灰色部分）は領土を大幅に拡大させた。

カンタクゼノスが10年間正帝となり、その後はカンタクゼノスとヨハネス5世が対等の立場で統治するという合意が1347年2月8日に成立し、内乱は正式に終結した。また、カンタクゼノスは自分と戦ったあらゆる者に対する赦免を約束した。この合意の証としてヨハネス5世はカンタクゼノスの娘のヘレネと結婚し、カンタクゼノスは5月13日にブラケルナエの聖マリア教会で改めて戴冠した。ドナルド・ニコルは、「これは5年前に合意できたはずの条件であり、そうすれば帝国に多大な苦しみ、憎悪、そして破壊をもたらさずに済んだはず」であったと述べ、長期に及んだこの紛争は結局のところ無意味なものだったと述べている。
カンタクゼノスがこの合意で示した節度と寛容さにもかかわらず、和解が広く受け入れられることはなかった。パレオロゴス家の支持者は依然としてカンタクゼノスに不信感を抱いており、一方でカンタクゼノスの支持者もパレオロゴス家を完全に権力の座から追放してカンタクゼノス家を王家に据えたいと考えていた。カンタクゼノスの長男のマタイオスもヨハネス5世が有利となる形で後継者候補から外されたことを根に持ち、トラキア西部の大部分を占める半独立的な領地を与えることで宥めなければならなかった。また、この領地の創設はステファン・ドゥシャンが支配するセルビアに対する国境管理の役割も兼ねていた。残りの帝国領のうちテッサロニキはセルビア人に周囲を取り囲まれた孤立した飛び地になったが、熱心党だけは新しい合意の受け入れを拒否し、1350年にカンタクゼノスによって制圧されるまで実質的な都市の独立を維持していた。
1347年以降カンタクゼノスは帝国の再興を試みたものの、限られた成功しか収めることができなかった。黒死病による人口減少もセルビア側に有利に働き、ステファン・ドゥシャンとその配下の将軍のプレリュブは1347年から1348年にかけてエピロスとテッサリアに加えカンタクゼノスのマケドニアの拠点をも占領し、ギリシア本土に残っていたビザンツ帝国の領土の征服を完了した。さらにビザンツ帝国が食糧の輸入と海上貿易をガラタのジェノヴァ商人に依存している状況を解消しようとしたため、ビザンツ帝国とジェノヴァの間で戦争が起こり、戦争は1352年に双方が妥協して和平を結ぶことで終結した。カンタクゼノスは1350年にステファン・ドゥシャンがボスニアとの戦争に集中している状況を利用してテッサロニキを熱心党から奪い返し、ヴェロイアやヴォデナなどのマケドニアの都市をセルビア人から奪還したが、セルビアの皇帝はビザンツ帝国が得た領土を素早く取り戻し、テッサロニキだけがビザンツ帝国の手に残った。
トラキア東部に領地を移していたカンタクゼノスの息子のマタイオスとトラキア西部の統治を引き継いだヨハネス5世の関係は確実に悪化していき、この対立は公然とした武力衝突に発展した。ヨハネス5世はベネツィア人とトルコ人で構成された軍隊の支援を得て1352年にマタイオスへの攻撃を開始した。カンタクゼノスは10,000人のオスマン軍とともに息子を支援し、オスマン軍はトラキアの諸都市を奪い返したが、その過程でこれらの都市を自由に略奪した。1352年10月にオスマン軍はステファン・ドゥシャンがヨハネス5世に提供した4,000人のセルビア軍とデモティカで衝突し、これを打ち破った。これはオスマン帝国にとってヨーロッパにおける最初の勝利であり、ビザンツ帝国にとっては不吉な前兆となった。この2年後に起こったガリポリの占領はオスマン帝国によるバルカン半島征服の開始を告げ、その征服活動は100年後のコンスタンティノープルの陥落で頂点に達する。一方でヨハネス5世はテネドス島に逃れ、1353年3月にそこからコンスタンティノープルの奪取を試みたものの失敗に終わった。カンタクゼノスはマタイオスを共同皇帝として戴冠させることで対抗したが、ヨハネス5世はジェノヴァの支援を得るとともにカンタクゼノスの評判の下落を利用して1354年11月にコンスタンティノープルへ入城することに成功した。最終的にカンタクゼノスは退位し、引退して修道院に入った。マタイオスは1357年までトラキアで抵抗を続けたものの、結局はマタイオスも退位し、ヨハネス5世が生き残った国家の唯一の主人となった。

## 内乱の帰結
この内乱はビザンツ帝国の歴史において極めて重要な転換点となった。ビザンツ学者のアンゲリキ・ライウは、「2度目の内乱の終結後、ビザンツ帝国は名ばかりの帝国になった」と述べ、尚樹啓太郎は、「1320年代の内乱は帝国を弱体化させたが、1340年代の内乱は帝国に残る最後の力を失わせた」と記している。一方でエヴァ・デ・フリース＝ファン・デル・フェルデンは、「ビザンツ帝国の「衰退」と「崩壊」を分ける破断点」であったと述べている。
ビザンツ帝国の分裂と外国の軍隊、とりわけセルビア人とトルコ人への依存は、結果として後者の拡張主義を促すことになった。また、ステファン・ドゥシャンはビザンツ帝国に犠牲を強いて自分の国を拡大するために内乱を巧みに利用した。広範囲に及んだ領土の喪失だけでなく、長期に及んだ紛争は、ビザンツ学者のアリス＝メアリー・タルボットの言葉を借りるならば、「都市に無秩序、農村に荒廃」をもたらし、国家の資源を使い果たすことになった。帝国内に留まった最大の地続きの領土であるトラキアはコンスタンティノープルと同様にブルガリアやクリミアからの穀物の輸入に頼らなければならないほど破壊された。交易は停止し、グレゴラスによれば、国庫には「エピクロスの原子だけ」しか残っていなかった。カンタクゼノスは私財を使い果たし、皇太后のアンナは帝国にヴェネツィアへの多額の負債を残した。さらに戦争によって地方における集権的な統治体制は崩壊し、トラキア地方の支配は現地の有力者による荘園制に移行した。これらの有力者は莫大の富を抱えていたにもかかわらず、支払いの免除や公然とした言い逃れによって帝国政府への納税を回避した。そして1347年の黒死病の到来と繰り返し起こったその流行によって帝国の税収と徴兵の基盤はさらに弱まり、セルビアが獲得した領土を奪還する力を失った。
1352年の内乱の再開とともに、このような状況はアンドロニコス3世の時代に経験したようなわずかばかりの復活の機会さえも奪った。その後、ビザンツ帝国はより強力な複数の隣国による脅威にさらされ続け、自立した外交政策を追求することができず、資源が不足する不利な条件を背負い、さらなる内部抗争にも見舞われた。それでもなお、帝国は偶発的な外的要因と巧みな外交術によってさらに1世紀を生き延びたものの、1453年にはついにオスマン帝国によって征服された。その一方でモレアの飛び地の帝国領だけが繁栄を続け、比較的孤立していたために内乱の惨禍を免れることができた。1349年にマヌエル・カンタクゼノスがモレアの専制公に任命されたことで半独立的なモレアス専制公領が成立し、1460年にオスマン帝国によって滅ぼされるまでビザンツ世界における最後の経済的、文化的繁栄を経験することになった。